# Температурный глайд
Температурный глайд (англ. glide — «скольжение»), в холодильной и климатической технике — изменение значения температуры при изменении фазового состояния газ-жидкость хладагента. Температурный глайд — важная характеристика хладагента, определяющая его эксплуатационные свойства и конструкцию соответствующей холодильной техники.
Азеотропные хладагенты обладают малым значением глайда. Их использование в холодильной и климатической технике является предпочтительным.
Неазеотропные хладоны, как правило, состоят из смеси газов. При их утечке из холодильной или климатической системы существенно изменяется соотношение газов в смеси. При изменении состава смеси хладагента изменяются все его основные характеристики, такие как температура конденсации, температура испарения, давление конденсации, вязкость и т. д.